# Martin Damm
Martin Damm (ur. 1 sierpnia 1972 w Libercu) – czeski tenisista, zwycięzca US Open 2006 w grze podwójnej, reprezentant w Pucharze Davisa, olimpijczyk z Aten (2004).

## Kariera tenisowa
Jako junior sięgnął po tytuły mistrza Europy do lat 12, 14 i 16, był także w finale juniorskiej edycji US Open 1989, w parze z Janem Kodešem juniorem.
W 1990 rozpoczął karierę zawodową, którą kontynuował do listopada 2010 roku.
W grze pojedynczej awansował do 5 finałów rangi ATP World Tour. W singlowych zawodach wielkoszlemowych najdalej doszedł do 4 rundy podczas Australian Open 1994. Wyeliminował Cédrica Pioline, Henriego Leconte oraz Brenta Larkhama. Odpadł po porażce z Magnusem Gustafssonem.
Pierwszy turniej deblowy rangi ATP World Tour Damm wygrał w 1993 roku w Saragossie, występując w parze z Karelem Nováčkiem. We wrześniu tego samego roku, w parze z Nováčkiem, osiągnął finał wielkoszlemowy w US Open. W półfinale para czeska pokonała Leandera Paesa i Sébastiena Lareau, w finale nie sprostała jednak Rickowi Leachowi i Kenowi Flachowi przegrywając 7:6, 4:6, 2:6.
Finał wielkoszlemowy US Open 1993 pozostawał przez kilkanaście lat najlepszym rezultatem uzyskanym przez Damma w turniejach tej rangi. W styczniu 2006 roku po raz drugi dotarł do finału wielkoszlemowego, podczas Australian Open startując w parze z Leanderem Paesem. W decydującym meczu nie sprostali bliźniakom Bobowi i Mike'owi Bryanom. Swój jedyny triumf wielkoszlemowy Damm odniósł tegoż samego sezonu podczas US Open. W finale wspólnie z Paesem pokonał 6:7(5), 6:4, 6:3 Jonasa Björkmana i Maksa Mirnego.
Swój ostatni deblowy turniej Czech wygrał w sierpniu 2009 roku w Waszyngtonie. Łącznie zwyciężył w 40 deblowych rozgrywkach, a w dalszych 23 był finalistą.
W 1993 roku Damm zadebiutował w zespole narodowym Czechosłowacji (potem Czech) w Pucharze Davisa. Startując zarówno w grze podwójnej, jak i pojedynczej, udało mu się odnieść 2 zwycięstwa przy 8 porażkach. Po raz ostatni wystąpił w Pucharze Davisa we wrześniu 2006 roku, w parze z Tomášem Berdychem, w przegranym meczu z Rosją.
Startował na igrzyskach olimpijskich w Atenach w 2004 roku, ale odpadł w 2 rundzie z, późniejszymi brązowymi medalistami, Ivanem Ljubičiciem i Mario Ančiciem z Chorwacji (w parze z Cyrilem Sukiem).
W rankingu gry pojedynczej Damm najwyżej był na 42. miejscu (18 sierpnia 1997), a w klasyfikacji gry podwójnej na 5. pozycji (30 kwietnia 2007).

### Finały w turniejach ATP World Tour
| Legenda                                      |
| -------------------------------------------- |
| Wielki Szlem                                 |
| Igrzyska olimpijskie                         |
| Tennis Masters Cup / ATP Finals              |
| ATP Masters Series / ATP Tour Masters 1000   |
| ATP International Series Gold / ATP Tour 500 |
| ATP International Series / ATP Tour 250      |

#### Gra pojedyncza (0–5)
| Końcowy wynik | Nr | Data                 | Turniej          | Nawierzchnia    | Przeciwnik       | Wynik finału  |
| ------------- | -- | -------------------- | ---------------- | --------------- | ---------------- | ------------- |
| Finalista     | 1. | 28 kwietnia 1996     | Seul             | Twarda          | Byron Black      | 6:7(3), 3:6   |
| Finalista     | 2. | 25 sierpnia 1996     | Long Island      | Twarda          | Andrij Medwediew | 5:7, 3:6      |
| Finalista     | 3. | 13 października 1996 | Pekin            | Dywanowa (hala) | Greg Rusedski    | 6:7(5), 4:6   |
| Finalista     | 4. | 16 marca 1997        | Kopenhaga        | Dywanowa (hala) | Thomas Johansson | 4:6, 6:3, 2:6 |
| Finalista     | 5. | 21 czerwca 1998      | ’s-Hertogenbosch | Trawiasta       | Patrick Rafter   | 6:7(2), 2:6   |

#### Gra podwójna (40–23)
| Końcowy wynik | Nr  | Data                 | Turniej                    | Nawierzchnia    | Partner               | Przeciwnicy                          | Wynik finału        |
| ------------- | --- | -------------------- | -------------------------- | --------------- | --------------------- | ------------------------------------ | ------------------- |
| Finalista     | 1.  | 7 marca 1993         | Kopenhaga                  | Dywanowa (hala) | Daniel Vacek          | David Adams Andriej Olchowski        | 3:6, 6:3, 3:6       |
| Zwycięzca     | 1.  | 14 marca 1993        | Saragossa                  | Dywanowa (hala) | Karel Nováček         | Mike Bauer David Rikl                | 2:6, 6:4, 7:5       |
| Zwycięzca     | 2.  | 2 maja 1993          | Monachium                  | Ceglana         | Henrik Holm           | Karel Nováček Carl-Uwe Steeb         | 6:0, 3:6, 7:5       |
| Finalista     | 2.  | 11 września 1993     | US Open, Nowy Jork         | Twarda          | Karel Nováček         | Ken Flach Rick Leach                 | 7:6, 4:6, 2:6       |
| Finalista     | 3.  | 6 lutego 1994        | Marsylia                   | Dywanowa (hala) | Jewgienij Kafielnikow | Jan Siemerink Daniel Vacek           | 7:6, 4:6, 1:6       |
| Zwycięzca     | 3.  | 6 marca 1994         | Kopenhaga                  | Dywanowa (hala) | Brett Steven          | David Prinosil Udo Riglewski         | 6:3, 6:4            |
| Finalista     | 4.  | 13 marca 1994        | Saragossa                  | Dywanowa (hala) | Karel Nováček         | Henrik Holm Anders Järryd            | 5:7, 2:6            |
| Zwycięzca     | 4.  | 3 kwietnia 1994      | Osaka                      | Twarda          | Sandon Stolle         | David Adams Andriej Olchowski        | 6:4, 6:4            |
| Zwycięzca     | 5.  | 16 października 1994 | Ostrawa                    | Dywanowa (hala) | Karel Nováček         | Gary Muller Piet Norval              | 6:4, 1:6, 6:3       |
| Finalista     | 5.  | 23 października 1994 | Lyon                       | Dywanowa (hala) | Patrick Rafter        | Jakob Hlasek Jewgienij Kafielnikow   | 7:6, 6:7, 6:7       |
| Zwycięzca     | 6.  | 5 marca 1995         | Rotterdam                  | Dywanowa (hala) | Anders Järryd         | Tomás Carbonell Francisco Roig       | 6:3, 6:2            |
| Zwycięzca     | 7.  | 19 marca 1995        | Petersburg                 | Dywanowa (hala) | Anders Järryd         | Jakob Hlasek Jewgienij Kafielnikow   | 6:4, 6:2            |
| Finalista     | 6.  | 4 lutego 1996        | Zagrzeb                    | Dywanowa (hala) | Hendrik Jan Davids    | Libor Pimek Menno Oosting            | 3:6, 6:7            |
| Finalista     | 7.  | 6 października 1996  | Singapur                   | Dywanowa (hala) | Andriej Olchowski     | Todd Woodbridge Mark Woodforde       | 6:7, 6:7            |
| Zwycięzca     | 8.  | 13 października 1996 | Pekin                      | Dywanowa (hala) | Andriej Olchowski     | Patrik Kühnen Gary Muller            | 6:4, 7:5            |
| Zwycięzca     | 9.  | 13 kwietnia 1997     | Hongkong                   | Twarda          | Daniel Vacek          | Karsten Braasch Jeff Tarango         | 6:3, 6:4            |
| Zwycięzca     | 10. | 20 kwietnia 1997     | Tokio                      | Twarda          | Daniel Vacek          | Justin Gimelstob Patrick Rafter      | 2:6, 6:2, 7:6       |
| Zwycięzca     | 11. | 9 listopada 1997     | Moskwa                     | Dywanowa (hala) | Cyril Suk             | David Adams Fabrice Santoro          | 6:4, 6:3            |
| Zwycięzca     | 12. | 8 lutego 1998        | Split                      | Dywanowa (hala) | Jiří Novák            | Frederik Bergh Patrik Fredriksson    | 7:6, 6:2            |
| Zwycięzca     | 13. | 1 marca 1998         | Londyn                     | Dywanowa (hala) | Jim Grabb             | Jewgienij Kafielnikow Daniel Vacek   | 6:4, 7:5            |
| Zwycięzca     | 14. | 9 sierpnia 1998      | Toronto                    | Twarda          | Jim Grabb             | Ellis Ferreira Rick Leach            | 6:7, 6:2, 7:6       |
| Zwycięzca     | 15. | 2 maja 1999          | Praga                      | Ceglana         | Radek Štěpánek        | Mark Keil Nicolás Lapentti           | 6:0, 6:2            |
| Zwycięzca     | 16. | 5 marca 2000         | Kopenhaga                  | Twarda (hala)   | David Prinosil        | Jonas Björkman Sébastien Lareau      | 6:1, 5:7, 7:5       |
| Finalista     | 8.  | 26 marca 2000        | Miami                      | Twarda          | Dominik Hrbatý        | Todd Woodbridge Mark Woodforde       | 3:6, 4:6            |
| Zwycięzca     | 17. | 14 maja 2000         | Rzym                       | Ceglana         | Dominik Hrbatý        | Wayne Ferreira Jewgienij Kafielnikow | 6:4, 4:6, 6:3       |
| Zwycięzca     | 18. | 25 czerwca 2000      | ’s-Hertogenbosch           | Trawiasta       | Cyril Suk             | Paul Haarhuis Sandon Stolle          | 6:4, 6:7(5), 7:6(5) |
| Finalista     | 9.  | 24 czerwca 2001      | ’s-Hertogenbosch           | Trawiasta       | Cyril Suk             | Paul Haarhuis Sjeng Schalken         | 4:6, 4:6            |
| Zwycięzca     | 19. | 19 sierpnia 2001     | Waszyngton                 | Twarda          | David Prinosil        | Bob Bryan Mike Bryan                 | 7:6(5), 6:3         |
| Finalista     | 10. | 12 sierpnia 2001     | Cincinnati                 | Twarda          | David Prinosil        | Mahesh Bhupathi Leander Paes         | 6:7(3), 3:6         |
| Zwycięzca     | 20. | 14 października 2001 | Wiedeń                     | Twarda (hala)   | Radek Štěpánek        | Jiří Novák David Rikl                | 6:3, 6:2            |
| Finalista     | 11. | 3 marca 2002         | Acapulco                   | Ceglana         | David Rikl            | Bob Bryan Mike Bryan                 | 1:6, 6:3, 2–10      |
| Zwycięzca     | 21. | 10 marca 2002        | Delray Beach               | Twarda          | Cyril Suk             | David Adams Ben Ellwood              | 6:4, 6:7(5), 10–5   |
| Zwycięzca     | 22. | 12 maja 2002         | Rzym                       | Ceglana         | Cyril Suk             | Wayne Black Kevin Ullyett            | 7:5, 7:5            |
| Zwycięzca     | 23. | 23 czerwca 2002      | ’s-Hertogenbosch           | Trawiasta       | Cyril Suk             | Paul Haarhuis Brian MacPhie          | 7:6(6), 6:7(6), 6:4 |
| Zwycięzca     | 24. | 5 stycznia 2003      | Doha                       | Twarda          | Cyril Suk             | Mark Knowles Daniel Nestor           | 6:4, 7:6(8)         |
| Zwycięzca     | 25. | 22 czerwca 2003      | ’s-Hertogenbosch           | Trawiasta       | Cyril Suk             | Donald Johnson Leander Paes          | 7:5, 7:6(4)         |
| Finalista     | 12. | 15 czerwca 2003      | Halle                      | Trawiasta       | Cyril Suk             | Jonas Björkman Todd Woodbridge       | 3:6, 4:6            |
| Zwycięzca     | 26. | 27 lipca 2003        | Kitzbühel                  | Ceglana         | Cyril Suk             | Jürgen Melzer Alexander Peya         | 6:4, 6:4            |
| Finalista     | 13. | 25 sierpnia 2003     | Long Island                | Twarda          | Cyril Suk             | Robbie Koenig Martín Rodríguez       | 3:6, 6:7(4)         |
| Zwycięzca     | 27. | 11 stycznia 2004     | Doha                       | Twarda          | Cyril Suk             | Andy Roddick Stefan Koubek           | 6:2, 6:4            |
| Finalista     | 14. | 29 lutego 2004       | Marsylia                   | Twarda (hala)   | Cyril Suk             | Mark Knowles Daniel Nestor           | 5:7, 3:6            |
| Zwycięzca     | 28. | 20 czerwca 2004      | ’s-Hertogenbosch           | Trawiasta       | Cyril Suk             | Lars Burgsmüller Jan Vacek           | 6:3, 6:7(7), 6:3    |
| Zwycięzca     | 29. | 17 października 2004 | Wiedeń                     | Twarda (hala)   | Cyril Suk             | Gastón Etlis Martín Rodríguez        | 6:7(4), 6:4, 7:6(4) |
| Zwycięzca     | 30. | 13 lutego 2005       | Marsylia                   | Twarda (hala)   | Radek Štěpánek        | Mark Knowles Daniel Nestor           | 7:6(4), 7:6(5)      |
| Zwycięzca     | 31. | 27 lutego 2005       | Dubaj                      | Twarda          | Radek Štěpánek        | Jonas Björkman Fabrice Santoro       | 6:2, 6:4            |
| Finalista     | 15. | 2 maja 2005          | St. Pölten                 | Ceglana         | Mariano Hood          | Lucas Arnold Ker Paul Hanley         | 3:6, 4:6            |
| Finalista     | 16. | 29 stycznia 2006     | Australian Open, Melbourne | Twarda          | Leander Paes          | Bob Bryan Mike Bryan                 | 6:4, 3:6, 4:6       |
| Zwycięzca     | 32. | 19 lutego 2006       | Marsylia                   | Twarda (hala)   | Radek Štěpánek        | Mark Knowles Daniel Nestor           | 6:2, 6:7(4), 10–3   |
| Zwycięzca     | 33. | 24 czerwca 2006      | ’s-Hertogenbosch           | Trawiasta       | Leander Paes          | Arnaud Clément Chris Haggard         | 6:1, 7:6(3)         |
| Zwycięzca     | 34. | 10 września 2006     | US Open, Nowy Jork         | Twarda          | Leander Paes          | Jonas Björkman Maks Mirny            | 6:7(5), 6:4, 6:3    |
| Finalista     | 17. | 6 stycznia 2007      | Doha                       | Twarda          | Leander Paes          | Michaił Jużny Nenad Zimonjić         | 1:6, 6:7(3)         |
| Zwycięzca     | 35. | 25 lutego 2007       | Rotterdam                  | Twarda (hala)   | Leander Paes          | Andrei Pavel Alexander Waske         | 6:3, 6:7(5), 10–7   |
| Zwycięzca     | 36. | 18 marca 2007        | Indian Wells               | Twarda          | Leander Paes          | Jonatan Erlich Andy Ram              | 6:4, 6:4            |
| Finalista     | 18. | 1 kwietnia 2007      | Miami                      | Twarda          | Leander Paes          | Bob Bryan Mike Bryan                 | 7:6(7), 3:6, 7–10   |
| Finalista     | 19. | 23 czerwca 2007      | ’s-Hertogenbosch           | Trawiasta       | Leander Paes          | Jeff Coetzee Rogier Wassen           | 6:3, 6:7(5), 10–12  |
| Zwycięzca     | 37. | 17 lutego 2008       | Marsylia                   | Twarda (hala)   | Pavel Vízner          | Yves Allegro Jeff Coetzee            | 7:6(0), 7:5         |
| Finalista     | 20. | 9 marca 2008         | Dubaj                      | Twarda          | Pavel Vízner          | Mahesh Bhupathi Mark Knowles         | 5:7, 6:7(7)         |
| Zwycięzca     | 38. | 17 stycznia 2009     | Auckland                   | Twarda          | Robert Lindstedt      | Scott Lipsky Leander Paes            | 7:5, 6:4            |
| Zwycięzca     | 39. | 8 lutego 2009        | Zagrzeb                    | Twarda (hala)   | Robert Lindstedt      | Christopher Kas Rogier Wassen        | 6:4, 6:3            |
| Finalista     | 21. | 1 marca 2009         | Dubaj                      | Twarda          | Robert Lindstedt      | Rik de Voest Dmitrij Tursunow        | 6:4, 3:6, 5–10      |
| Finalista     | 22. | 10 maja 2009         | Estoril                    | Ceglana         | Robert Lindstedt      | Eric Butorac Scott Lipsky            | 3:6, 2:6            |
| Zwycięzca     | 40. | 9 sierpnia 2009      | Waszyngton                 | Twarda          | Robert Lindstedt      | Mariusz Fyrstenberg Marcin Matkowski | 7:5, 7:6(3)         |
| Finalista     | 23. | 13 czerwca 2010      | Halle                      | Trawiasta       | Filip Polášek         | Michaił Jużny Serhij Stachowski      | 6:4, 5:7, 7–10      |